# Stichting Drukwerk in de Marge
De Stichting Drukwerk in de Marge werd in 1975 in Amsterdam opgericht door amateurdrukkers en -uitgevers. De contribuanten van de stichting houden zich bezig met het in kleine oplage vervaardigen van bibliofiel drukwerk in de vorm van boeken of wandversiering. In 2005 telde de stichting ongeveer 560 contribuanten, van wie er zo'n 175 actief waren als drukker of uitgever. De actieve leden zetten met de hand uit losse letters (voor het merendeel) en gebruiken de hoogdruktechniek voor het drukken op historische boekdrukpersen. 
Anderen gebruiken een zetmachine zoals de Monotype-zetselgietmachine, al dan niet computergestuurd. Ook andere druktechnieken worden aangewend,  zoals offset, fotopolymeer, steendruk, etsen en computerprinten.
Emile Puettmann was de eerste voorzitter van de stichting, later werd hij opgevolgd door Huib van Krimpen. De Haarlemse veilinghouder Bubb Kuyper, die in zijn vrije tijd een bibliofiele drukpers bestierde, was daarna lange tijd voorzitter. Een prominent lid van het eerste uur was de Amsterdamse grafisch kunstenaar Frans de Jong.
Jaarlijks wordt er een Boekkunstbeurs georganiseerd. Op deze beurs zijn niet alleen margedrukkers aanwezig maar ook boekbinders, (sier)papiervervaardigers, boekkunstenaars en kalligrafen. Jaarlijks reikt Drukwerk in de Marge aan een van haar contribuanten de Puettmannprijs uit, die wordt uitgereikt aan degene die tijdens de Boekkunstbeurs het meest bijzondere werk laat zien of zich op een andere manier onderscheidt. 
In 1983 kregen Huib van Krimpen en de Stichting Drukwerk in de Marge de Laurens Janszoon Costerprijs. De stichting publiceert Nieuwsbrieven en Bulletins, en heeft een uitgebreide website.